# Xyris inaequalis
Xyris inaequalis là một loài thực vật hạt kín trong họ Hoàng đầu. Loài này được N.A.Wakef. miêu tả khoa học đầu tiên năm 1954.